# Saint-Sulpice-d'Excideuil
Pour les articles homonymes, voir Saint-Sulpice.
Saint-Sulpice-d'Excideuil est une commune française située dans le département de la Dordogne, en région Nouvelle-Aquitaine.

## Géographie

### Généralités
La commune de Saint-Sulpice-d'Excideuil est située dans le quart nord-est du département de la Dordogne.
Traversé par la route départementale (RD) 77, le bourg de Saint-Sulpice-d'Excideuil se situe, en distances orthodromiques, sept kilomètres au nord-ouest du bourg d'Excideuil et autant au sud-est de Thiviers.
Un kilomètre au nord du bourg, le principal accès à la commune est la RD 707 (l'axe Lanouaille - Nontron).

### Communes limitrophes
Saint-Sulpice-d'Excideuil est limitrophe de sept autres communes, dont Saint-Jory-las-Bloux au sud-ouest sur environ 150 mètres.
| Nanthiat                                 | Sarrazac                  |                      |
|                                          | Saint-Sulpice-d'Excideuil | Dussac               |
| Corgnac-sur-l'Isle, Saint-Jory-las-Bloux | Saint-Germain-des-Prés    | Clermont-d'Excideuil |

### Géologie et relief

#### Géologie
Situé sur la plaque nord du Bassin aquitain et bordé à son extrémité nord-est par une frange du Massif central, le département de la Dordogne présente une grande diversité géologique. Les terrains sont disposés en profondeur en strates régulières, témoins d'une sédimentation sur cette ancienne plate-forme marine. Le département peut ainsi être découpé sur le plan géologique en quatre gradins différenciés selon leur âge géologique. Saint-Sulpice-d'Excideuil est située dans le deuxième gradin à partir du nord-est, un plateau formé de roches calcaires très dures du Jurassique que la mer a déposées par sédimentation chimique carbonatée, en bancs épais et massifs.
Les couches affleurantes sur le territoire communal sont constituées de formations superficielles du Quaternaire datant du Cénozoïque et de roches sédimentaires du Mésozoïque et du Paléozoïque, ainsi que de roches métamorphiques. La formation la plus ancienne, notée δψ, fait partie de l'Unité supérieure des gneiss (USG) et est composée d'éclogites et amphibolites dérivées, en petits corps ou bancs minces (Cambrien à Silurien). La formation la plus récente, notée CFp, fait partie des formations superficielles de type colluvions indifférenciées de versant, de vallon et plateaux issues d'alluvions, molasses, altérites. Le descriptif de ces couches est détaillé dans  la feuille « no 735 - Thiviers » de la carte géologique au 1/50 000 de la France métropolitaine, et sa notice associée.

Carte géologique de Saint-Sulpice-d'Excideuil.

#### Relief et paysages
Le département de la Dordogne se présente comme un vaste plateau incliné du nord-est (491 m, à la forêt de Vieillecour dans le Nontronnais, à Saint-Pierre-de-Frugie) au sud-ouest (2 m à Lamothe-Montravel). L'altitude du territoire communal varie quant à elle entre 159 mètres à l'extrême sud-ouest, en deux endroits distants de moins de 200 mètres, là où le Ravillou et son affluent le ruisseau des Vaux quittent la commune et entrent sur celle de Saint-Germain-des-Prés, et 327 mètres dans le nord, environ 600 mètres au sud-ouest du lieu-dit Boueysseix.
Dans le cadre de la Convention européenne du paysage entrée en vigueur en France le 1er juillet 2006, renforcée par la loi du 8 août 2016 pour la reconquête de la biodiversité, de la nature et des paysages, un atlas des paysages de la Dordogne a été élaboré sous maîtrise d’ouvrage de l’État et publié en octobre 2020. Les paysages du département s'organisent en huit unités paysagères,. La commune est dans l'unité paysagère du « Périgord limousin » qui correspond à la région naturelle du Nontronnais. Ce territoire forme un plateau collinaire aux pentes douces et sommets arasés, d’altitude moyenne autour des 300 m dont le point culminant est également celui de la Dordogne. Ce plateau cristallin est vallonné et dominé par les prairies aux horizons boisés. Il est entaillé de vallées profondes aux versants forestiers,.
La superficie cadastrale de la commune publiée par l'Insee, qui sert de référence dans toutes les statistiques, est de 19,72 km2,. La superficie géographique, issue de la BD Topo, composante du Référentiel à grande échelle produit par l'IGN, est quant à elle de 19,4 km2.

### Hydrographie

#### Réseau hydrographique
La commune est située dans le bassin de la Dordogne au sein du Bassin Adour-Garonne. Elle est drainée par le Lavaud, le Ravillou, la Torte Sabate, Les Vaux et par divers petits cours d'eau, qui constituent un réseau hydrographique de 26 km de longueur totale,.
Le Lavaud, d'une longueur totale de 11,7 km, prend sa source dans la commune de Dussac et se jette dans l'Isle en rive gauche, en limite de Nanthiat et de Sarrazac, face à Nantheuil. Il borde la commune au nord sur cinq kilomètres, face à Sarrazac.
Autre affluent de rive gauche de l'Isle, la Torte Sabate traverse le territoire communal du nord-est au nord-ouest sur quatre kilomètres et demi dont plus d'un kilomètre et demi sert de limite naturelle, face à Nanthiat.
Le Ravillou, d'une longueur totale de 13,13 km, prend sa source dans la commune de Dussac et se jette dans la Loue en rive droite, en limite de Coulaures et Saint-Pantaly-d'Excideuil. Il arrose la commune d'est en ouest sur plus de trois kilomètres et demi, avant d'obliquer vers le sud et de servir de limite naturelle au sud-ouest sur deux kilomètres, face à Corgnac-sur-l'Isle.
Affluent de rive gauche du Ravillou, le ruisseau les Vaux baigne le sud du territoire communal sur près de trois kilomètres.

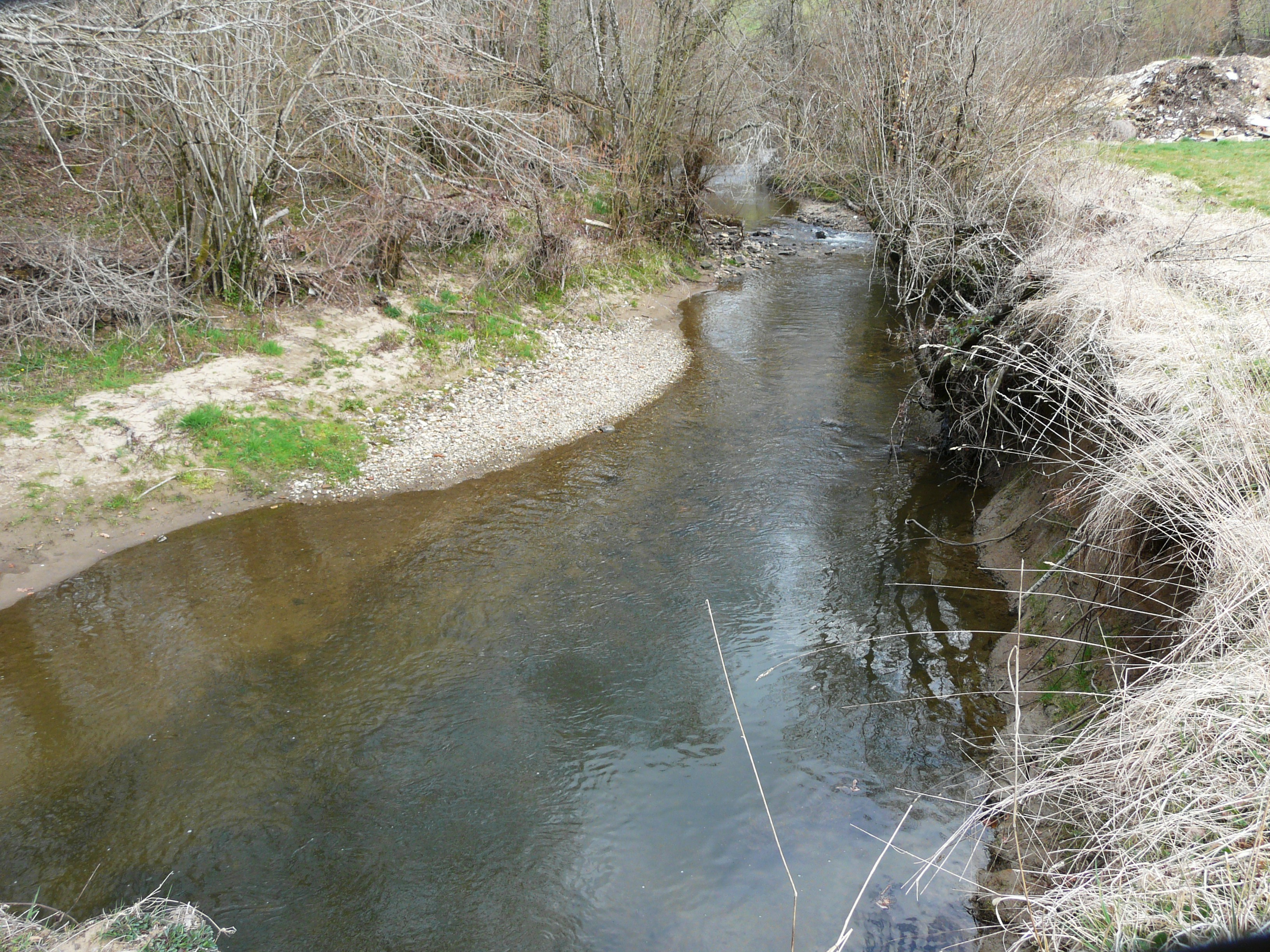
Le Lavaud en amont de Gengireau, en limite de Sarrazac (à gauche) et Saint-Sulpice-d'Excideuil.
Réseaux hydrographique et routier de Saint-Sulpice-d'Excideuil.

#### Gestion et qualité des eaux
Le territoire communal est couvert par le schéma d'aménagement et de gestion des eaux (SAGE) « Isle - Dronne ». Ce document de planification, dont le territoire regroupe les bassins versants de l'Isle et de la Dronne, d'une superficie de 7 500 km2, a été approuvé le 2 août 2021. La structure porteuse de l'élaboration et de la mise en œuvre est l'établissement public territorial de bassin de la Dordogne (EPIDOR). Il définit sur son territoire les objectifs généraux d’utilisation, de mise en valeur et de protection quantitative et qualitative des ressources en eau superficielle et souterraine, en respect des objectifs de qualité définis dans le troisième SDAGE  du Bassin Adour-Garonne qui couvre la période 2022-2027, approuvé le 10 mars 2022.
La qualité des eaux de baignade et des cours d’eau peut être consultée sur un site dédié géré par les agences de l’eau et l’Agence française pour la biodiversité.

### Climat
Pour des articles plus généraux, voir Climat de la Nouvelle-Aquitaine et Climat de la Dordogne.
Historiquement, la commune est exposée à un climat océanique aquitain.  
En 2020, Météo-France publie une typologie des climats de la France métropolitaine dans laquelle la commune est exposée à un climat océanique altéré et est dans la région climatique  Ouest et nord-ouest du Massif Central, caractérisée par une pluviométrie annuelle de 900 à 1 500 mm, maximale en automne et en hiver.
Pour la période 1971-2000, la température annuelle moyenne est de 11,8 °C, avec  une amplitude thermique annuelle de 14,6 °C. Le cumul annuel moyen de précipitations est de 1 027 mm, avec 13,3 jours de précipitations en janvier et 7,6 jours en juillet. Pour la période 1991-2020, la température moyenne annuelle observée sur la station météorologique la plus proche, située sur la commune de La Coquille à 17 km à vol d'oiseau, est de 12,1 °C et le cumul annuel moyen de précipitations est de 1 178,8 mm,. Pour l'avenir, les paramètres climatiques de la commune estimés pour 2050 selon différents scénarios d’émission de gaz à effet de serre sont consultables sur un site dédié publié par Météo-France en novembre 2022.

## Urbanisme

### Typologie
Au 1er janvier 2024, Saint-Sulpice-d'Excideuil est catégorisée commune rurale à habitat très dispersé, selon la nouvelle grille communale de densité à 7 niveaux définie par l'Insee en 2022.
Elle est située hors unité urbaine et hors attraction des villes,.

### Occupation des sols
L'occupation des sols de la commune, telle qu'elle ressort de la base de données européenne d’occupation biophysique des sols Corine Land Cover (CLC), est marquée par l'importance des territoires agricoles (75,3 % en 2018), en diminution par rapport à 1990 (76,5 %). La répartition détaillée en 2018 est la suivante : 
zones agricoles hétérogènes (53,7 %), forêts (24,7 %), prairies (20,8 %), cultures permanentes (0,8 %). L'évolution de l’occupation des sols de la commune et de ses infrastructures peut être observée sur les différentes représentations cartographiques du territoire : la carte de Cassini (XVIIIe siècle), la carte d'état-major (1820-1866) et les cartes ou photos aériennes de l'IGN pour la période actuelle (1950 à aujourd'hui).

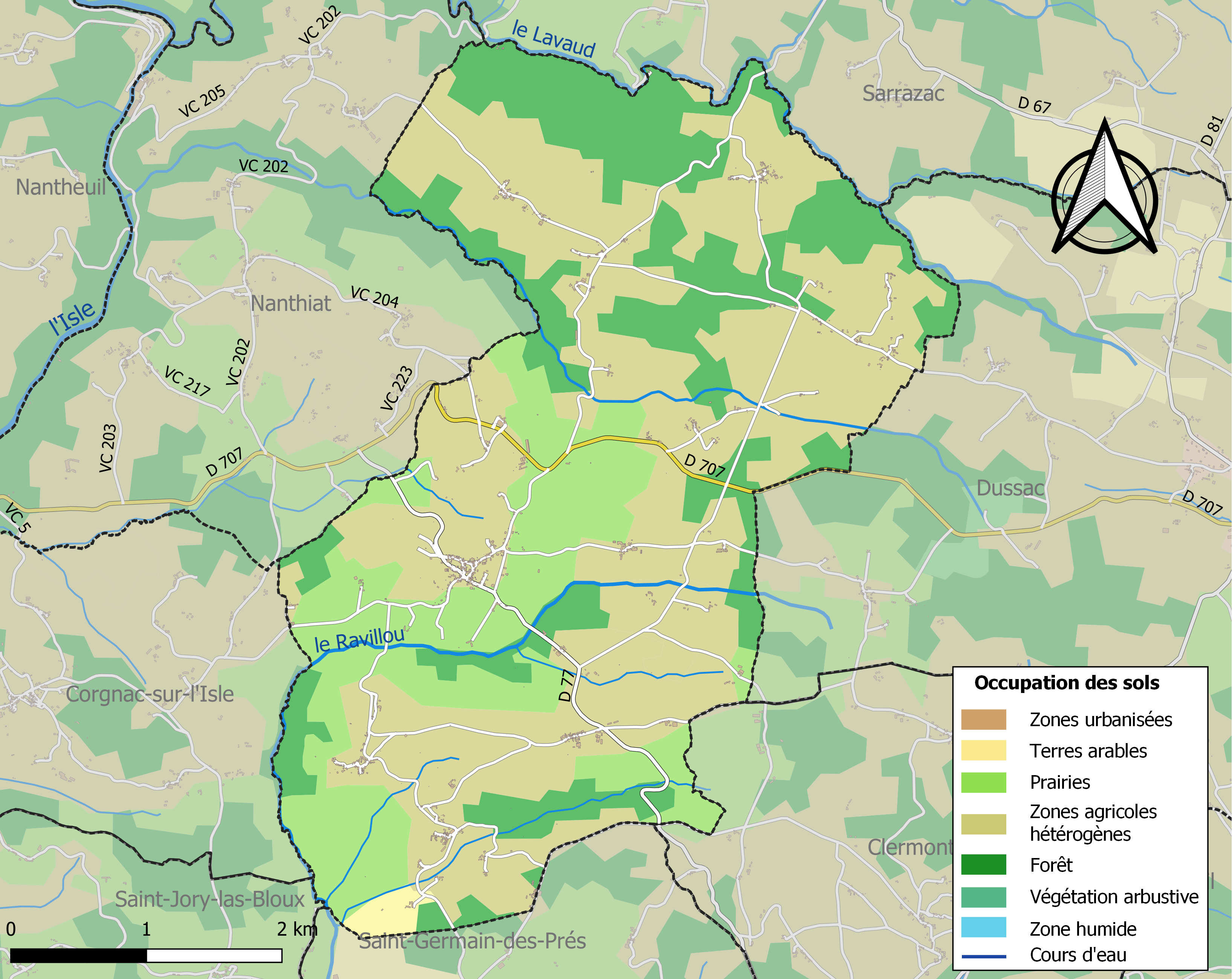
Carte des infrastructures et de l'occupation des sols de la commune en 2018 (CLC).

### Villages, hameaux et lieux-dits
Outre le bourg de Saint-Sulpice-d'Excideuil proprement dit, la commune rassemble de nombreux lieux-dits parmi lesquels les plus importants en termes de bâti sont : Boueix, Boueysseix, le Pic, Prémilhac, Puyfranc et les Valettes.

### Prévention des risques
Le territoire de la commune de Saint-Sulpice-d'Excideuil est vulnérable à différents aléas naturels : météorologiques (tempête, orage, neige, grand froid, canicule ou sécheresse), feux de forêts, mouvements de terrains et séisme (sismicité très faible). Il est également exposé à un risque particulier : le risque de radon. Un site publié par le BRGM permet d'évaluer simplement et rapidement les risques d'un bien localisé soit par son adresse soit par le numéro de sa parcelle.

#### Risques naturels
Saint-Sulpice-d'Excideuil est exposée au risque de feu de forêt. L’arrêté préfectoral du 14 mars 2013 fixe les conditions de pratique des incinérations et de brûlage dans un objectif de réduire le risque de départs d’incendie. À ce titre, des périodes sont déterminées : interdiction totale du 15 février au 15 mai et du 15 juin au 15 octobre, utilisation réglementée du 16 mai au 14 juin et du 16 octobre au 14 février. En septembre 2020, un plan inter-départemental de protection des forêts contre les incendies (PidPFCI) a été adopté pour la période 2019-2029,.

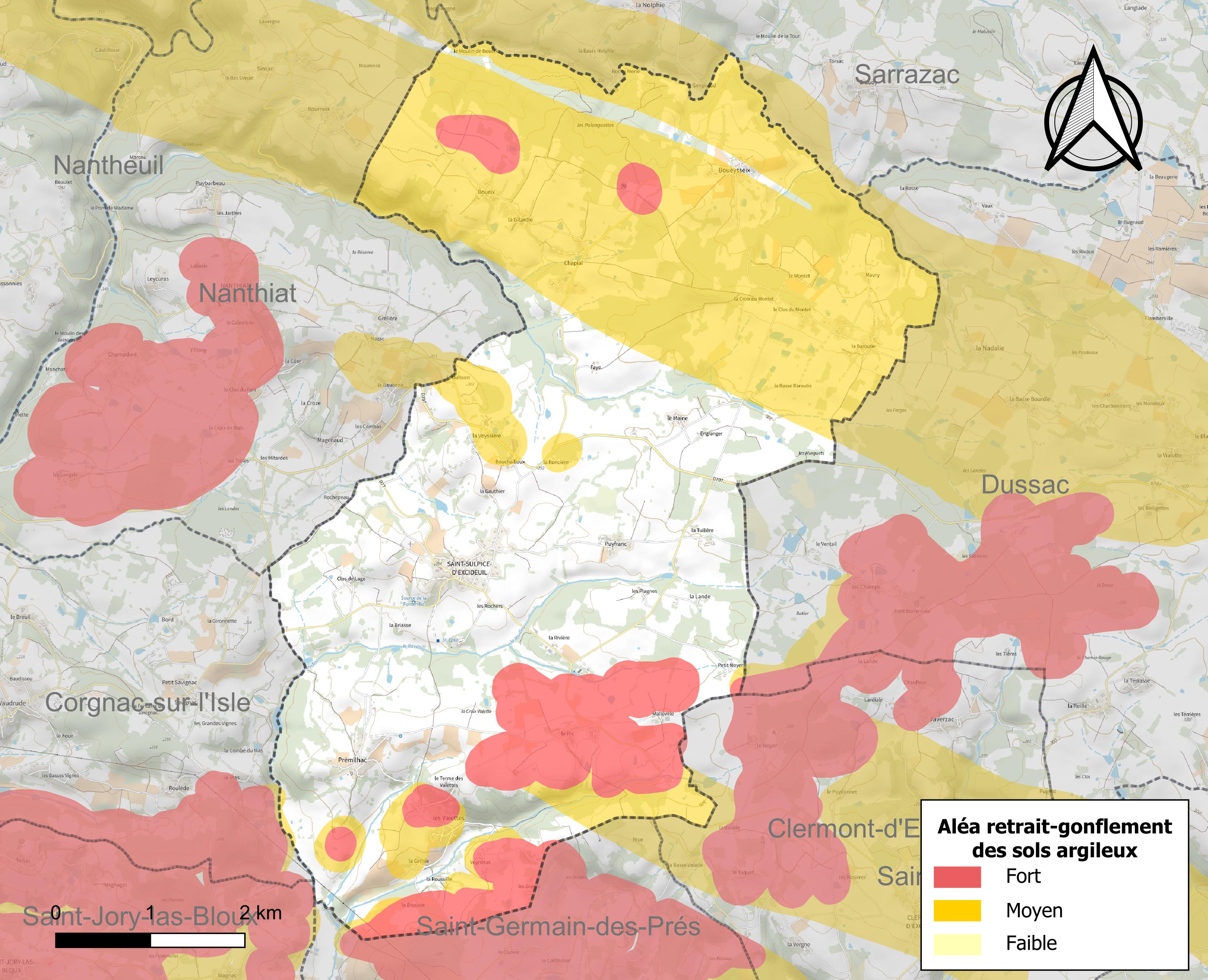
Carte des zones d'aléa retrait-gonflement des sols argileux de Saint-Sulpice-d'Excideuil.

Les mouvements de terrains susceptibles de se produire sur la commune sont des tassements différentiels. Le retrait-gonflement des sols argileux est susceptible d'engendrer des dommages importants aux bâtiments en cas d’alternance de périodes de sécheresse et de pluie. 50,6 % de la superficie communale est en aléa moyen ou fort (58,6 % au niveau départemental et 48,5 % au niveau national métropolitain). Depuis le 1er octobre 2020, en application de la loi ÉLAN, différentes contraintes s'imposent aux vendeurs, maîtres d'ouvrages ou constructeurs de biens situés dans une zone classée en aléa moyen ou fort,.
La commune a été reconnue en état de catastrophe naturelle au titre des dommages causés par les inondations et coulées de boue survenues en 1982, 1999, 2007 et 2008, par la sécheresse en 1989 et 2005 et par des mouvements de terrain en 1999.

#### Risque particulier
Dans plusieurs parties du territoire national, le radon, accumulé dans certains logements ou autres locaux, peut constituer une source significative d’exposition de la population aux rayonnements ionisants. Selon la classification de 2018, la commune de Saint-Sulpice-d'Excideuil est classée en zone 3, à savoir zone à potentiel radon significatif.

## Toponymie
En occitan, la commune porte le nom de Sent Soplesís d'Eissiduelh.

## Histoire
La paroisse appartenait dans le principe au vicomte de Limoges et relevait de la châtellenie d'Excideuil. Sa seigneurie fut vendue par Jean de Navarre à Etienne Vigier, seigneur de Prémillac. Elle fut engagée de nouveau par le domaine au seigneur de Planeaux et rachetée en 1547.
La commune porta, au cours de la période révolutionnaire de la Convention nationale (1792-1795), le nom de « Sulpice-le-Calcaire », en référence à la nature calcaire de son sous-sol.
En 1943, un groupe du groupement 28 des Chantiers de la jeunesse s'est implanté au château d'Ygonie.

## Politique et administration

### Rattachements administratifs
La commune de Saint-Sulpice-d'Excideuil a, dès 1790, été rattachée au canton de Dussac qui dépendait du district d'Excideuil jusqu'en 1795, date de suppression des districts. Lorsque ce canton est supprimé par la loi du 8 pluviôse an IX (28 janvier 1801) portant sur la « réduction du nombre de justices de paix », la commune est rattachée au canton de Lanouaille nouvellement créé et dépendant de l'arrondissement de Nontron.
Le canton de Lanouaille est supprimé aux élections départementales de mars 2015. Saint-Sulpice-d'Excideuil est  alors rattachée au canton d'Isle-Loue-Auvézère, dont le bureau centralisateur est fixé à Excideuil.

### Intercommunalité
Fin 2002, Saint-Sulpice-d'Excideuil rejoint la communauté de communes Auvézère Loue qui, quelques mois plus tard, prend le nom de communauté de communes du Pays de Lanouaille. Celle-ci, agrandie en 2017, prend le nom de communauté de communes Isle-Loue-Auvézère en Périgord.

### Administration municipale
La population de la commune étant comprise entre 100 et 499 habitants au recensement de 2017, onze conseillers municipaux ont été élus en 2020,.

### Liste des maires
| Période                                  | Période  | Identité          | Étiquette | Qualité     |
| ---------------------------------------- | -------- | ----------------- | --------- | ----------- |
| Les données manquantes sont à compléter. |          |                   |           |             |
|                                          |          |                   |           |             |
| avant 1981                               | 1983     | François Laroche  | DVG       |             |
| 1983                                     | 2002     | René Bourdil      | SE        | Agriculteur |
| décembre 2002                            | mai 2020 | Michel Grandchamp | SE        | Agriculteur |
| mai 2020                                 | En cours | Philippe Caillaud |           |             |

## Équipements et services publics

### Eau
En 2024, la commune dépend du Syndicat intercommunal d'alimentation en eau potable (SIAEP) du Nord Est Périgord.

### Enseignement
En 2013, Saint-Sulpice-d'Excideuil est organisée en regroupement pédagogique intercommunal (RPI) avec les communes de Sarrazac et de Dussac au niveau des classes de primaire. La commune assure les classes de cours préparatoire et de cours élémentaire, alors que celles de cours moyen s'effectuent à Sarrazac, et celles de maternelle à Dussac.

### Justice
En 2023, dans le domaine judiciaire, Saint-Sulpice-d'Excideuil relève : 
- du tribunal judiciaire, du tribunal pour enfants, du conseil de prud'hommes et du tribunal de commerce de Périgueux ;
- du pôle Nationalité du tribunal judiciaire de Périgueux (compétent uniquement dans le domaine de la nationalité) ;
- de la cour d'appel, du tribunal administratif et de la  cour administrative d'appel de Bordeaux.

## Population et société

### Démographie
Les habitants de Saint-Sulpice-d'Excideuil se nomment les Saint Sulpiçois.
L'évolution du nombre d'habitants est connue à travers les recensements de la population effectués dans la commune depuis 1793. Pour les communes de moins de 10 000 habitants, une enquête de recensement portant sur toute la population est réalisée tous les cinq ans, les populations de référence des années intermédiaires étant quant à elles estimées par interpolation ou extrapolation. Pour la commune, le premier recensement exhaustif entrant dans le cadre du nouveau dispositif a été réalisé en 2007.

En 2022, la commune comptait 368 habitants, en évolution de +10,51 % par rapport à 2016 (Dordogne : +0,37 %, France hors Mayotte : +2,11 %).
| 1793  | 1800 | 1806 | 1821  | 1831  | 1836  | 1841  | 1846  | 1851  |
| ----- | ---- | ---- | ----- | ----- | ----- | ----- | ----- | ----- |
| 1 055 | 887  | 942  | 1 112 | 1 116 | 1 098 | 1 153 | 1 117 | 1 167 |

| 1856  | 1861  | 1866  | 1872  | 1876  | 1881  | 1886  | 1891  | 1896  |
| ----- | ----- | ----- | ----- | ----- | ----- | ----- | ----- | ----- |
| 1 156 | 1 127 | 1 146 | 1 070 | 1 135 | 1 172 | 1 192 | 1 152 | 1 141 |

| 1901  | 1906  | 1911  | 1921 | 1926 | 1931 | 1936 | 1946 | 1954 |
| ----- | ----- | ----- | ---- | ---- | ---- | ---- | ---- | ---- |
| 1 137 | 1 104 | 1 039 | 918  | 916  | 855  | 853  | 782  | 694  |

| 1962 | 1968 | 1975 | 1982 | 1990 | 1999 | 2006 | 2007 | 2012 |
| ---- | ---- | ---- | ---- | ---- | ---- | ---- | ---- | ---- |
| 656  | 591  | 491  | 432  | 406  | 355  | 328  | 324  | 308  |

| 2017 | 2022 | - | - | - | - | - | - | - |
| ---- | ---- | - | - | - | - | - | - | - |
| 344  | 368  | - | - | - | - | - | - | - |

## Économie

### Emploi
En 2015, parmi la population communale comprise entre 15 et 64 ans, les actifs représentent 130 personnes, soit 40,5 % de la population municipale. Le nombre de chômeurs (douze) a légèrement diminué par rapport à 2010 (treize) et le taux de chômage de cette population active s'établit à 9,4 %.

### Établissements
Au 31 décembre 2015, la commune compte trente-huit établissements, dont treize au niveau des commerces, transports ou services, douze dans l'agriculture, la sylviculture ou la pêche, sept dans la construction, trois relatifs au secteur administratif, à l'enseignement, à la santé ou à l'action sociale, et trois dans l'industrie.

## Culture locale et patrimoine

### Lieux et monuments

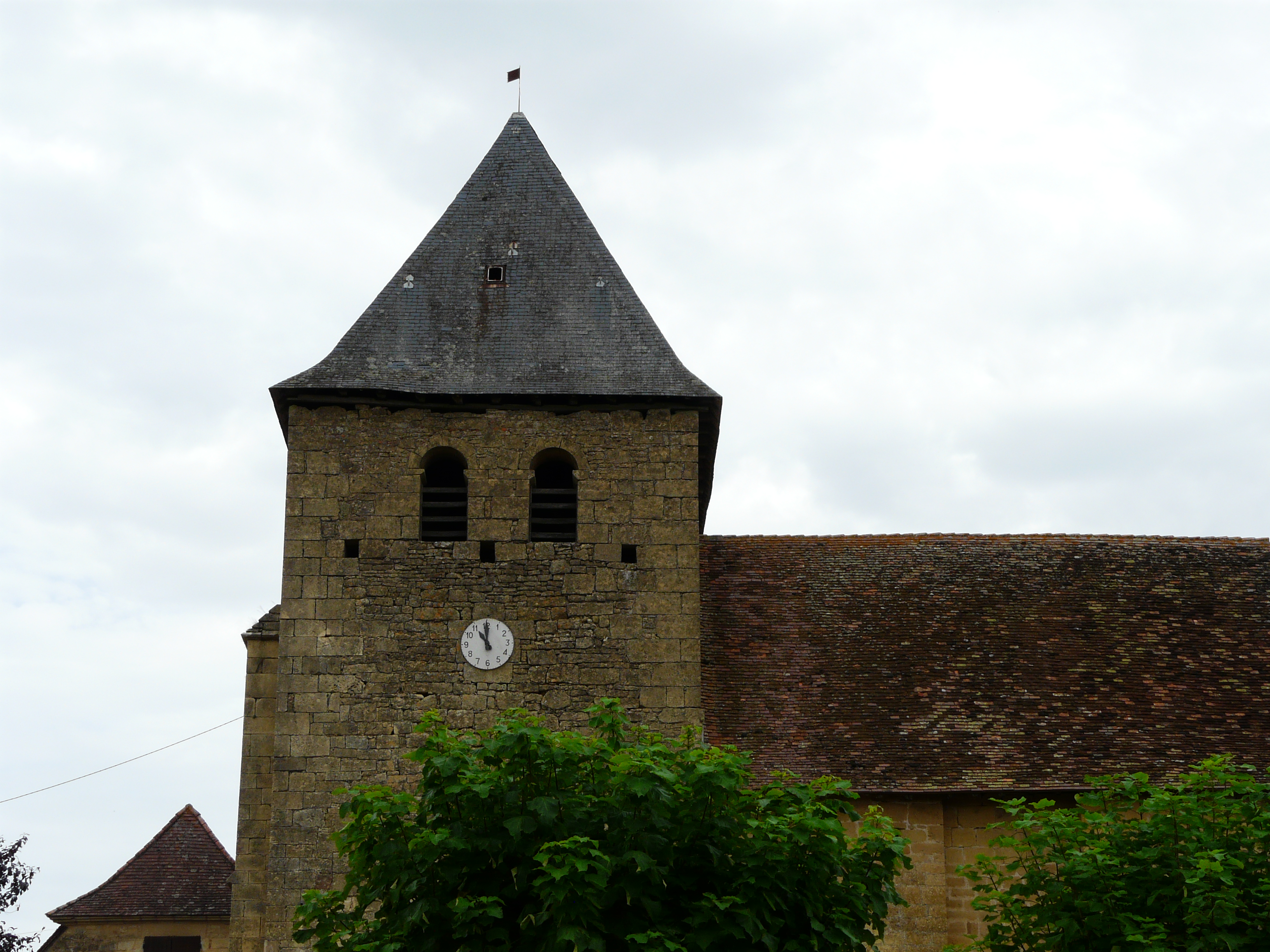
Le clocher de l'église Saint-Césaire.

- L'église Saint-Césaire du XIIe siècle, modifiée au XVIIe siècle, est inscrite au titre des monuments historiques depuis 1974[58].
- Le manoir d'Igonie du XVe – XVIe siècle est inscrit partiellement au titre des monuments historiques depuis 1965 pour ses façades et toitures, et en intégralité depuis 2018, avec son pigeonnier et ses dépendances[59].
- Le château de Premilhac, ancienne propriété de la famille de Magnac puis des Bareau.

### Personnalités liées à la commune
- Simon Arbellot de Vacqueur (1897-1965), critique gastronomique décédé à Saint-Sulpice-d'Excideuil[60].

## Pour approfondir